# Konau bei Braudel
Konau bei Braudel este o arie protejată (sit de importanță comunitară — SCI) din Germania întinsă pe o suprafață de 46,73 ha, integral pe uscat.

## Localizare
Centrul sitului Konau bei Braudel este situat la coordonatele 52°59′39″N 10°53′34″E / 52.9942°N 10.8928°E.

## Înființare
Situl Konau bei Braudel a fost declarat sit de importanță comunitară în ianuarie 2005 pentru a proteja un număr necunoscut de specii din flora spontană și fauna sălbatică aflate în arealul zonei.

## Biodiversitate
Situată în ecoregiunea atlantică, aria protejată conține 2 habitate naturale: Păduri de fag Luzulo-Fagetum, Păduri acidofile de stejar bătrân cu Quercus robur pe câmpii nisipoase.
La baza desemnării sitului se află un număr nedeclarat de specii protejate.